# Piet Raijmakers
Piet Raijmakers, född den 29 september 1956 i Asten i Nederländerna, är en nederländsk ryttare.
Han tog OS-guld i lagtävlingen i hoppning i samband med de olympiska ridsporttävlingarna 1992 i Barcelona.